# 1988–1989-es magyar női kosárlabda-bajnokság
Az 1988–1989-es magyar női kosárlabda-bajnokság az ötvenkettedik magyar női kosárlabda-bajnokság volt. Húsz csapat indult el, a csapatok az előző évi szereplés alapján két csoportban (A csoport: 1-10. helyezettek, B csoport: 11-17. helyezettek plusz a három feljutó) két kört játszottak. Az alapszakasz után az A csoport 1-6. helyezettjei play-off rendszerben játszottak a bajnoki címért, az A csoport 7-10. és a B csoport 1-4. helyezettjei az egymás elleni eredményeiket megtartva a másik csoportból jövőkkel újabb két kört játszottak az A csoportba kerülésért, a B csoport 5-10. helyezettjei pedig play-off rendszerben játszottak a kiesés elkerüléséért.
A bajnoki döntő második meccsét (BEAC-Gépszev–MTK-VM 73–72) az MTK-VM megóvta. Két másodperccel a vége előtt a BEAC oldalbedobáshoz jutott, mely támadásból győztes kosarat szerzett. Az MTK-VM szerint a helyi időmérő nem indította időben az órát, és ezért sikerült a BEAC-nak kosarat elérnie. A szövetség végül újrajátszást rendelt el. Közben az MTK-VM Izraelbe utazott. Az eredetileg tervezettnél néhány nappal korábban kellett hazajönniük, hogy az újrajátszott második és az esetleges harmadik mérkőzést le lehessen játszani. Végül mindkét meccset megnyerte az MTK-VM, és bajnok lett.

## Alapszakasz

### A csoport
| #   | Csapat                      | M  | Gy | V  | K+   | K-   | P  |
| --- | --------------------------- | -- | -- | -- | ---- | ---- | -- |
| 1.  | Tungsram SC                 | 18 | 15 | 3  | 1480 | 1255 | 33 |
| 2.  | MTK-VM                      | 18 | 14 | 4  | 1421 | 1277 | 32 |
| 3.  | BSE                         | 18 | 12 | 6  | 1301 | 1186 | 30 |
| 4.  | Bp. Spartacus               | 18 | 11 | 7  | 1398 | 1304 | 29 |
| 5.  | BEAC-Gépszev                | 18 | 9  | 9  | 1381 | 1344 | 27 |
| 6.  | Pécsi VSK                   | 18 | 8  | 10 | 1229 | 1261 | 26 |
| 7.  | Kecskeméti SC               | 18 | 7  | 11 | 1258 | 1367 | 25 |
| 8.  | Szarvasi Főiskola Medosz SE | 18 | 6  | 12 | 1288 | 1385 | 24 |
| 9.  | Szeged SC                   | 18 | 5  | 13 | 1227 | 1378 | 23 |
| 10. | Diósgyőri VTK               | 18 | 3  | 15 | 1244 | 1470 | 21 |

### B csoport
| #   | Csapat              | M  | Gy | V  | K+   | K-   | P  |
| --- | ------------------- | -- | -- | -- | ---- | ---- | -- |
| 1.  | Soproni VSE         | 18 | 17 | 1  | 1560 | 1206 | 35 |
| 2.  | Szekszárdi Dózsa    | 18 | 13 | 5  | 1374 | 1128 | 31 |
| 3.  | Alba Regia Építők   | 18 | 10 | 8  | 1342 | 1191 | 28 |
| 4.  | BKV Előre           | 18 | 10 | 8  | 1258 | 1279 | 28 |
| 5.  | MÁV Nagykanizsai TE | 18 | 9  | 9  | 1341 | 1440 | 27 |
| 6.  | Omker-OSC           | 18 | 9  | 9  | 1335 | 1363 | 27 |
| 7.  | Ganz-MÁVAG VSE      | 18 | 8  | 10 | 1314 | 1360 | 24 |
| 8.  | Zalaegerszegi TE    | 18 | 5  | 13 | 1229 | 1374 | 23 |
| 9.  | Soproni Postás      | 18 | 5  | 13 | 1306 | 1480 | 23 |
| 10. | Egis SE             | 18 | 4  | 14 | 1076 | 1314 | 22 |

* M: Mérkőzés Gy: Győzelem V: Vereség K+: Dobott kosár K-: Kapott kosár P: Pont

## Rájátszás

### 1–6. helyért
Elődöntőbe jutásért: BSE–Pécsi VSK 66–47, 60–50 és Bp. Spartacus–BEAC-Gépszev 83–82, 70–71, 82–86
Elődöntő: Tungsram SC–BEAC-Gépszev 99–70, 76–79, 80–82 és MTK-VM–BSE 73–62, 80–71
Döntő: MTK-VM–BEAC-Gépszev 73–75, (72–73,) 94–84, 93–80
3. helyért: Tungsram SC–BSE 70–66, 71–69
5. helyért: Bp. Spartacus–Pécsi VSK 94–76, 66–95, 79–80

### 7–14. helyért
| #   | Csapat                      | M  | Gy | V  | K+   | K-   | P  |
| --- | --------------------------- | -- | -- | -- | ---- | ---- | -- |
| 7.  | Kecskeméti SC               | 14 | 11 | 3  | 1098 | 1063 | 25 |
| 8.  | Soproni VSE                 | 14 | 11 | 3  | 1131 | 993  | 25 |
| 9.  | Szarvasi Főiskola Medosz SE | 14 | 10 | 4  | 1036 | 968  | 24 |
| 10. | Szekszárdi Dózsa            | 14 | 7  | 7  | 952  | 973  | 21 |
| 11. | Alba Regia Építők           | 14 | 5  | 9  | 1042 | 1091 | 19 |
| 12. | Diósgyőri VTK               | 14 | 5  | 9  | 1056 | 1070 | 19 |
| 13. | Szeged SC                   | 14 | 5  | 9  | 947  | 993  | 19 |
| 14. | BKV Előre                   | 14 | 2  | 12 | 953  | 1126 | 16 |

### 15–20. helyért
15–20. helyért: Ganz-MÁVAG VSE–Egis SE 74–63, 87–63 és Zalaegerszegi TE–Soproni Postás 66–69, 66–71
15–18. helyért: MÁV Nagykanizsai TE–Soproni Postás 77–73, 78–79, 92–87 és Omker-OSC–Ganz-MÁVAG VSE 64–68, 100–63, 73–66
15. helyért: MÁV Nagykanizsai TE–Omker-OSC 81–77, 78–72
17. helyért: Ganz-MÁVAG VSE–Soproni Postás 67–79, 77–99